# Alchemilla corcontica
Alchemilla corcontica — вид квіткових рослин з родини трояндових (Rosaceae). Ареал: південно-західна Польща, північна Чехія.